# Saint-Tricat
Saint-Tricat település Franciaországban, Pas-de-Calais megyében. Lakosainak száma 775 fő (2022. január 1.). Saint-Tricat Nielles-lès-Calais, Bonningues-lès-Calais, Hames-Boucres és Pihen-lès-Guînes községekkel határos.

## Népesség
A település népessége az elmúlt években az alábbi módon változott:
| Lakosok száma | 695  | 740  | 776  | 760  | 757  | 760  | 765  | 770  | 775  |
|               | 2013 | 2015 | 2016 | 2017 | 2018 | 2019 | 2020 | 2021 | 2022 |